# 일본의 부흥대신
부흥대신(일본어: 復興大臣, ふっこうだいじん 훗코다이진[*])은 부흥청의 장으로, 국무대신이다.
2011년 3월 11일 도호쿠 지방 태평양 해역 지진 이후 부흥청을 설립해야 한다는 목소리가 나왔고 결국 2012년 2월 10일 부흥청이 설립됨과 동시에 성립되었다.

## 역할
내각총리대신을 돕고 부흥청의 업무를 총괄하며 직원의 업무에 관하여 통독하는 역할을 한다.(부흥청 설치법 제8조 2항)

## 역대 대신

### 내각부 특명담당대신(방재 담당)
| 대수 | 이름          | 내각      | 내각           | 임기                              | 소속 정당 | 비고 |
| ---- | ------------- | --------- | -------------- | --------------------------------- | --------- | ---- |
| -    | 마츠모토 류   | 간 내각   | 제2차 개조내각 | 2011년 6월 27일 ~ 2011년 7월 5일  | 민주당    |      |
| -    | 히라노 다스오 | 간 내각   | 제2차 개조내각 | 2011년 7월 5일 ~ 2011년 9월 2일   | 민주당    |      |
| -    | 히라노 다스오 | 노다 내각 | 노다 내각      | 2011년 9월 2일 ~ 2012년 1월 13일  | 민주당    | 연임 |
| -    | 히라노 다스오 |           | 제1차 개조내각 | 2012년 1월 13일 ~ 2012년 2월 10일 | 민주당    | 유임 |

### 부흥대신
| 대수 | 이름          | 내각      | 내각           | 임기                              | 소속 정당 | 비고 |
| ---- | ------------- | --------- | -------------- | --------------------------------- | --------- | ---- |
| 초대 | 히라노 다스오 | 노다 내각 | 제1차 개조내각 | 2012년 2월 10일 ~ 2012년 2월 14일 | 민주당    |      |

### 부흥대신 겸 내각부 특명담당대신(방재 담당)
| 대수 | 이름          | 내각      | 내각            | 임기                               | 소속 정당 | 비고 |
| ---- | ------------- | --------- | --------------- | ---------------------------------- | --------- | ---- |
| 초대 | 히라노 다스오 | 노다 내각 | 제1차 개조내각  | 2012년 2월 14일 ~ 2012년 6월 4일   | 민주당    |      |
| 초대 | 히라노 다스오 | 노다 내각 | 제2차 개조내각  | 2012년 6월 4일 ~ 2012년 10월 1일   | 민주당    | 유임 |
| 초대 | 히라노 다스오 | 노다 내각 | 제3차 개조 내각 | 2012년 10월 1일 ~ 2012년 12월 26일 | 민주당    | 유임 |

### 부흥대신
| 대수 | 이름              | 내각                             | 내각                 | 임기                               | 소속 정당                         | 비고 |
| ---- | ----------------- | -------------------------------- | -------------------- | ---------------------------------- | --------------------------------- | ---- |
| 2대  | 에모토 다쿠니     | 제2차 아베 신조 내각             | 제2차 아베 신조 내각 | 2012년 12월 26일 ~ 2014년 9월 3일  | 자유민주당                        |      |
| 3대  | 다케시타 와타루   |                                  | 개조내각             | 2014년 9월 3일 ~ 2014년 12월 24일  | 자유민주당                        |      |
| 4대  | 다케시타 와타루   | 제3차 아베 신조 내각             | 제3차 아베 신조 내각 | 2014년 12월 24일 ~ 2015년 10월 7일 | 자유민주당                        | 연임 |
| 5대  | 다카기 쓰요시     |                                  | 제1차 개조내각       | 2015년 10월 7일 ~ 2016년 8월 3일   | 자유민주당                        |      |
| 6대  | 이마무라 마사히로 |                                  | 제2차 개조내각       | 2016년 8월 3일 ~ 2017년 4월 26일   | 자유민주당                        |      |
| 7대  | 요시노 마사요시   | 2017년 4월 26일 ~ 2017년 8월 3일 | 제2차 개조내각       | 자유민주당                         |                                   |      |
| 7대  | 요시노 마사요시   |                                  | 제3차 개조내각       | 자유민주당                         | 2017년 8월 3일 ~ 2017년 11월 1일  | 유임 |
| 8대  | 요시노 마사요시   | 제4차 아베 신조 내각             | 제4차 아베 신조 내각 | 자유민주당                         | 2017년 11월 1일 ~ 2018년 10월 2일 | 연임 |
| 9대  | 와타나베 히로이치 |                                  | 제1차 개조내각       | 2018년 10월 2일 ~ 2019년 9월 11일  | 자유민주당                        |      |
| 10대 | 다나카 카즈노리   |                                  | 제2차 개조내각       | 2019년 9월 11일 ~ 2020년 9월 16일  | 자유민주당                        |      |
| 11대 | 히라사와 가쓰에이 | 스가 내각                        | 스가 내각            | 2020년 9월 16일 ~ 2021년 10월 4일  | 자유민주당                        |      |
| 12대 | 니시메 고자부로   | 제1차 기시다 내각                | 제1차 기시다 내각    | 2021년 10월 4일 ~ 2021년 11월 10일 | 자유민주당                        |      |
| 13대 | 니시메 고자부로   | 제2차 기시다 내각                | 제2차 기시다 내각    | 2021년 11월 10일~                  | 자유민주당                        |      |

## 같이 보기
- 일본 부흥청
- 일본의 부흥부대신